# Adel Dridi
Pour les articles homonymes, voir Dridi.
Adel Dridi (arabe : عادل الدريدي), mort le 6 avril 2025 à Mornaguia, est un homme d'affaires tunisien et président-directeur général de la société Yosr développement. Il est condamné pour une escroquerie estimée à 100 millions de dinars tunisiens.

## Biographie

### Affaire d'escroquerie
Adel Dridi est arrêté pendant quelques jours, puis relaxé le 29 avril 2013 à la suite d'une enquête judiciaire ouverte à la demande de la Banque centrale de Tunisie et dont Yosr développement fait l'objet depuis le début de l'année 2013.
Le 21 juin, Adel Dridi disparaît, en laissant à leurs sorts 50 000 clients qui ont versé des sommes d'argent en vue d'obtenir un gain rapide. Yosr développement a en effet promis à ses clients, en adoptant le système de Ponzi, des bénéfices rapides et alléchants en retour de leurs investissements. Le montant de l'arnaque est estimé à 100 millions de dinars tunisiens.
Malgré l'interdiction de quitter le pays, Adel Dridi se rend à Tabarka, moyennant une autorisation spéciale, où il aurait gagné la frontière algérienne en emportant avec lui l'argent de ses victimes.
Finalement, le porte-parole officiel du ministère tunisien de l'Intérieur annonce l'arrestation d'Adel Dridi le 22 juin au niveau de la ville de Sousse. Il est condamné le 12 août 2013 par la chambre correctionnelle au tribunal de première instance de Tunis à 32 ans de prison ferme.

### Mort
Adel Dridi meurt à l'aube du 6 avril 2025 dans sa cellule de la prison de Mornaguia.